# Epipharynx
Das griechische Wort Epipharynx setzt sich aus epi (über, auf)  und pharynx (Rachen) zusammen.

## Epipharnyx bei Insekten
Der Epipharynx ist bei Insekten ein Anhang der Kopfkapsel, der oberhalb der Mundöffnung ansetzt. Dabei handelt es sich nicht um ein echtes Mundwerkzeug, da er nicht aus ehemaligen Extremitäten gebildet wurde.
Der Epipharynx ist eigentlich die membranöse und oft behaarte Innenseite des Labrum (genauer des Clypeolabrum), also der „Oberlippe“ der Insekten. Dem Epipharynx liegt der Hypopharynx auf der Unterseite der Mundöffnung gegenüber.

## Epipharynx bei Säugetieren
Bei Säugetieren wird der Begriff Epipharynx synonym für den Nasenteil des Rachens Nasopharynx verwendet.